# Энтузиаст (фильм)
«Энтузиаст» (англ. Gung Ho) — кинокомедия Рона Ховарда. Фильм снят в 1986 и был выпущен Paramount Pictures. Главные роли сыграли Майкл Китон и Гедде Ватанабэ.

## Сюжет
В основе сюжета — взаимодействие между японским руководством и американскими рабочими. Хант Стивенсон едет из США в Японию и убеждает совет директоров Ассан Моторс запустить закрытую в их городе фабрику. Управлять фабрикой посылают провинившегося Казихиро, который пытался уважать личное и семейное счастье рабочих. Он пытается не допустить этого на новом месте, однако понимает, что изнуряющий труд и самоунижение не могут сделать человека лучше. Хант в свою очередь ведёт двойную игру, не выполняя обещаний данных руководству и рабочим. В конце он признаётся, что главная ложь — это самообман американцев об их особенности.

## В ролях
- Майкл Китон — Хант Стивенсон
- Гедде Ватанабэ — Такахара Казихиро
- Джордж Вендт — Бастер, друг Ханта
- Джон Туртурро — Уилли, друг Ханта
- Мими Роджерс — Одри, девушка Ханта
- Со Ямамура — Сакамото, генеральный директор Ассан Моторс
- Клинт Ховард — Пол
- Мишель Джонсон — Хизер ДиСтефано
- Рэнс Ховард — Конрад, майор
- Патти Ясутаки — Умеки/Умэки Кандзухиро